# Pilea obscura
Pilea obscura är en nässelväxtart som beskrevs av Julius Sterling Morton. Pilea obscura ingår i släktet pileor, och familjen nässelväxter.

## Underarter
Arten delas in i följande underarter:
- P. o. etiolata
- P. o. pharangii